# Cornelius Colbert
Cornelius Colbert (Mahoonagh, comtat de Limerick, 19 d'octubre de 1888 – Dublín, 8 de maig de 1916) fou un rebel irlandès, que de jove es va traslladar amb la família a Dublín, i el 1913 fou un dels primers membres dels Voluntaris Irlandesos, potser el membre més jove del Comitè Provisional. També es va unir a la Germandat Republicana Irlandesa. També treballà amb Patrick Pearse com a instructor a St. Enda's School.
El 1916 Colbert va prendre part en l'Aixecament de Pasqua. Com a capità de la companyia F del 4t batalló sota el comandant Éamonn Ceannt fou encarregar de dirigir la Watkin's Brewery. Quan la seva posició es mostrà difícil i estratègicament insignificant fou enviat amb la seva companyia a la Destil·leria Jameson, on hi fou comandant de facto. Després de la rendició fou jutjat en un consell de guerra i afusellat el 8 de maig.
Colbert era profundament catòlic, i s'abstenia de fumar, beure i jurar, així com de ballar. L'estació de ferrocarril de Limerick rep el seu nom per ell.